# Szörénybalázsd
Szörénybalázsd románul: Voislova, falu Romániában, a Bánságban, Krassó-Szörény megyében.

## Fekvése
Karánsebestől északkeletre, a Bisztra balparti úton fekvő település.

## Története
Vajszlova területén már a római korban is település állt: a Pons Augusti, Statio Pontis Augusti nevű római erőd.
Neve a középkorban 1397-ben Wazylyowa néven tűnt fel az oklevelekben.
1430-ban Weyzlawa (P), Woyzlawa in districtu Sebes formában, majd 1544-ben Whezyowa, 1580-ban Veizlova, 1603-ban Voizlova, 1690–1700 között Voiszlova, 1808-ban Vaiszlova, 1913-ban Szörénybalázsd néven említették.
1397-ben Zsigmond király adományozta a káráni kerületben fekvő Poganch falut adományozta Oláh Péter fiának, Lászlónak, kit Yaszilyovainak (filio Petri dicti Oláh de Wazylyowa) neveztek. Simon Lászlónak és rokonainak eladják 600 forintért. E birtok azelőtt Wassa István birtoka volt, ki de Wid, máskép de Wassili melléknévvel élt. Mind két melléknév az ő birtokától lett véve, mivel az említett Yid (Vid) Szabolcs megyében feküdt és előbb Wassa, aztán Walkay birtok volt.
1580-ban Báthory Kristóf erdélyi vajda rendeli, hogy karánsebesi Olacz Constantin özvegye Floka Anna és leányát Katalint, a Szörény vármegye karánsebesi kerületében fekvő Karczmafalva (Kröcsma), Szavoj, Yalyemare, Yeizlova és Cserese birtokába iktassák be.
A karánsebesi kerület 1603 évi összeírása szerint Voizlova- ban Poboráné egy portáról adózott.
Az 1690— 1700 évi összeiráskor Yoiszlova falu még a karánsebesi kerülethez tartozott. A zsupaneki zászlóalj alakításakor Yaiszlova még kincstári birtok maradt és csak 1783-ban vették ki a polgári kameralis hatóságok alól, és kapcsolták az oláh–illír határőrezredhez, később az oláhbánsági határőrezred ohabai századához tartozott.
A trianoni békeszerződés előtt Krassó-Szörény vármegye Karánsebesi járásához tartozott.
1910-ben 636 lakosából 16 magyar, 8 német, 595 román volt. Ebből 18 római katolikus, 612 görög keleti ortodox volt.